# Buccinaria
Buccinaria es un género de caracoles de mar, moluscos gastrópodos marinos de la familia Raphitomidae.

## Especies
- Buccinaria abbreviata (Schepman, 1913)[2]
- † Buccinaria guacoldae Nielsen, 2003
- Buccinaria hoheneggeri Kittl, 1887
- Buccinaria jonkeri (Koperberg, 1931)
- Buccinaria loochooensis MacNeil, 1961
- Buccinaria martini (Koperberg, 1931)
- Buccinaria nodosa Morassi & Bonfitto, 2010
- † Buccinaria okinawa MacNeil, 1960
- Buccinaria pendula Bouchet & Sysoev, 1997[3]
- Buccinaria pygmaea Bouchet & Sysoev, 1997[4]
- Buccinaria urania (Smith E. Un., 1906)[5]

También hay muchas especies extintas en Europa y en el este de Asia.

### Especies sinónimo
- Buccinaria javanensis van Regteren Altena, 1950: sinónimo de Buccinaria urania (E. Un. Smith, 1906)
- Buccinaria koperbergi Martin, 1933: sinónimo de Buccinaria jonkeri (Koperberg, 1931)
- Buccinaria retifera Martin, 1933: sinónimo de Buccinaria jonkeri (Koperberg, 1931)
- Buccinaria teramachii (Kuroda, 1952): sinónimo de Buccinaria jonkeri (Koperberg, 1931)[6]